# Râul Valea cea Mare
Râul Valea cea Mare este un curs de apă, afluent al râului Bicaci. 

## Hărți
- Harta munții Apuseni